# Stazione di Tombolo
La stazione di Tombolo è una delle quattro stazioni ferroviarie del comune di Pisa. Per scelte aziendali è stata chiusa al servizio viaggiatori durante gli anni novanta, ma rimane comunque attiva per il traffico merci. Lo scalo si trova al centro dell'omonima frazione, lungo la ferrovia Leopolda, che congiunge Firenze a Livorno.

## Storia
Nel corso del 2020 è cominciata la costruzione di un nuovo raccordo ferroviario che connetterà, mediante un ponte girevole, la stazione, con la base aldilà del canale dei Navicelli, dove verranno introdotti treni militari, provenienti dalle varie basi europee.

## Strutture e impianti
La stazione dispone di un fabbricato viaggiatori ormai chiuso; si contano due binari passanti per il servizio passeggeri, con due banchine prive di sottopassaggio ormai abbandonate ed invase dalla vegetazione.
La stazione era dotata anche di binari tronchi che venivano utilizzati per il servizio merci nella vicina base militare americana di Camp Darby. Al 2014 risultano tutti dismessi, ne sopravvive uno di raccordo, lato Livorno, che serve la Base Americana.
Adiacenti alla stazione ci sono tre caseggiati abitati da ex ferrovieri: In passato uno fu sede di una caserma della Guardia di Finanza e successivamente, nella parte bassa, fu adibito a dormitorio e spogliatoio del personale ferroviario, in servizio alla Stazione, un secondo (primo lato Pisa) alla fine della seconda guerra mondiale fungeva da quartier generale americano; infine il terzo, lato Pisa ed ex casa cantoniera, sono in parte disabitati e risultano di proprietà privata.

## Movimento
Trovandosi in una zona scarsamente popolata, a causa dello scarso traffico passeggeri la stazione è stata chiusa al traffico passeggeri.
Sopravvive invece un esiguo movimento merci, caratterizzato da carri militari che raggiungono, mediante un binario di raccordo, la base americana di Camp Darby.